# بافت (هنرهای تجسمی)

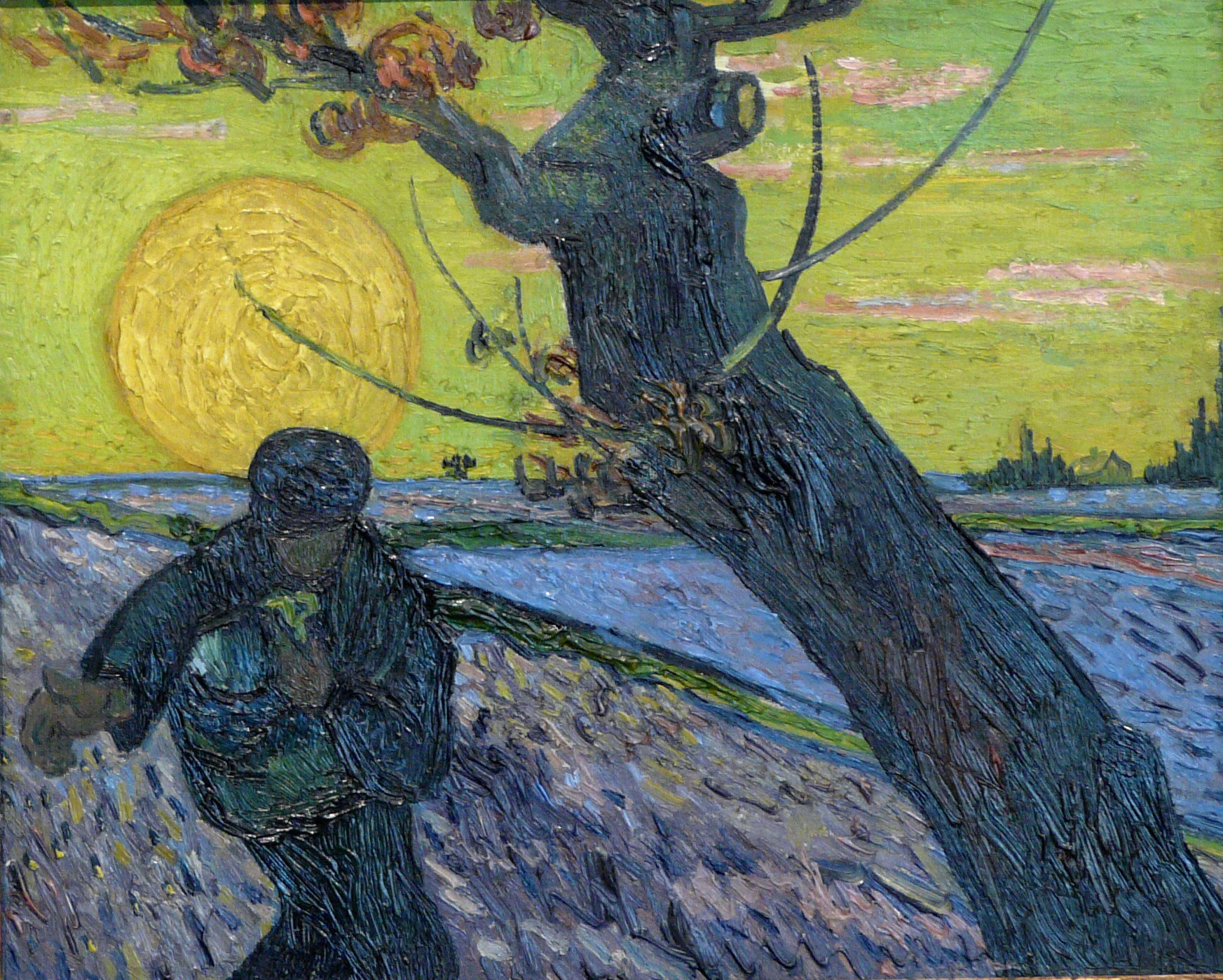
نقاشی اثر ونسان ون گوگ

بافت یکی دیگر از عناصر   هنرهای تجسمی است که معمولاً آن را تنها با حس لامسه در ارتباط می دانند، در حالیکه اهمیت آن، بیشتر در ارتباط با نیروی خاص و استعداد اکتسابی قوهٔ بینایی است که در اثر تجربه به دست می‌آید.
اگر این عنصر از طریق هر دو حس یعنی لامسه و بینایی تواماً تجربه و شناخته شود، ابعاد وسیع تری از مفاهیم را قابل درک می‌کند. مواد صاف و نرم، زبر و خشن، براق و کدر، مانند چوب، شیشه، پنبه، سنگ، کاغذ و...
چیزی که ما از دوران کودکی به وسیله حس لامسه درک می‌کنیم برای ما ایجاد سابقهٔ ذهنی در مورد بافت‌های گوناگون می‌کند، به طوری که با نگاه به بافت فوراً زبری و نرمی آن را حس می‌کنیم عنصری که به کارگیری آن در یک ترکیب‌بندی می‌تواند تاثیرات بی نظیری بر دید مخاطب داشته باشد.

## بافت لامسه‌ای
چگونگی رویه سطحی پدیده‌های سه‌بعدی، به وسیله حس لامسه، دریافت می‌شود. بافت لامسه‌ای، بستگی به ساختمان درونی اجسام و چگونگی به وجود آمدن آنها دارد. حس لامسه، تفاوت بافت کاغذ سمباده و سطح شیشه را، با دست کشیدن بر آنها، معین می‌کند؛ اگرچه از لحاظ بصری نیز تفاوت این دو بافت قابل تشخیص است زیرا تجربة قبلی از طریق حسّ لامسه، به چشم ما امکان می‌دهد تا بافتها را از یکدیگر تمیز دهیم.

## روشهای ایجاد بافتهای بصری
طراحی و نقاشی
مونو پرینت
خراشیدن
پاستل روغنی و اُتو
رنگ روغنی و آب
آبرنگ و آب مرکب

## تکنیک‌های ایجاد بافت
انواع تکنیک‌های ایجاد بافت بر روی سطح مقوا به شرح زیر است.
تکنیک الکل
ایجاد بافت با کیسه نایلونی فریزر
ایجاد بافت با خراش
ایجاد بافت با اسفنج

## بافت بصری
بافت بصری، ویژة سطوح دوبعدی است و فقط از طریق چشم، می‌توان آنها را شناخت، اگرچه گاهی نیز با حس لامسه می‌توان آنها را از یکدیگر تمییز داد. هنرمندان نقاش با کاربرد رنگهای مختلف در سطح بوم و ایجاد سایه‌روشن و کاربرد تکنیکهای ویژه، بافتهایی را می‌آفرینند که از لحاظ بصری طبیعی، جلوه می‌کنند و این واقعی بودن بافتها، فقط از طریق دیدن، نه لمس کردن، قابل درک است یا هنرمندان گرافیست از طریق طراحی و روشهای گوناگون چاپ، بر روی کاغذ، پارچه و… بافتهای بصری متنوعی ایجاد می‌کنند.